# Тоше Проеський

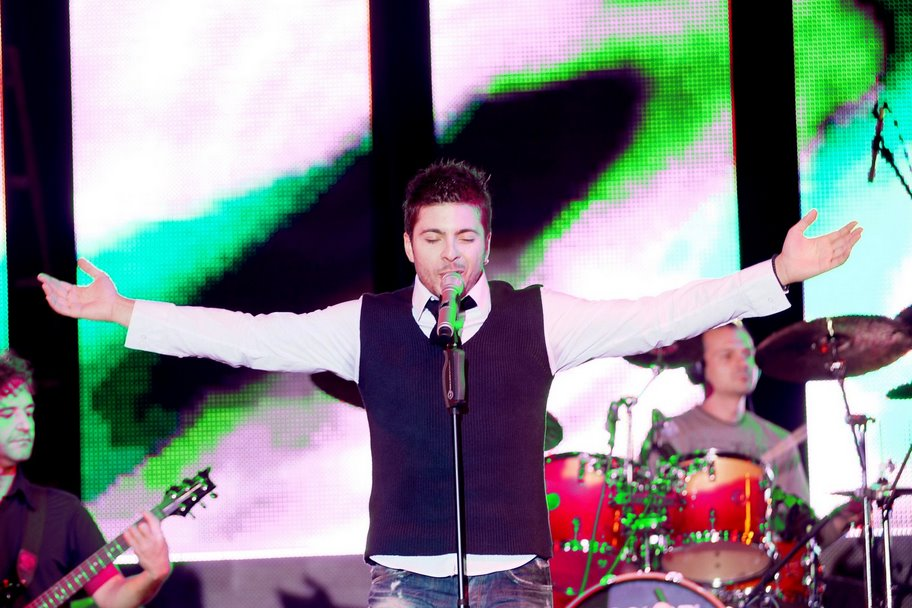
Під час свого останнього концерту (5 жовтня 2007 року, Скоп′є)

Тодор (Тоше) Проеський (мак. Тодор «Тоше» Проески; нар. 25 січня 1981, Прілеп — пом. 16 жовтня 2007) — видатний македонський співак. Учасник «Євробачення» від Македонії. Загинув в автокатастрофі.

## Біографія
Тоше Проеський народився в маленькому містечку Прілеп на півдні Македонії в арумунській сім′ї, потім батьки переїхали в Крушево, де він і провів своє дитинство. У 12 років виступив у популярному дитячому проекті «Златно славеjче» (укр. «Золоте соловейко») в Скоп'є із піснею "Јas i mојot dedo", яку співав арумунською мовою. Успіх до Тоше прийшов в 1997 році, коли він виступив на фестивалі Макфест з піснею «Пушти ме» (укр. «Відпусти мене»). Надалі брав участь у багатьох фестивалях в Македонії та інших країнах.
У 1999 році вийшов його дебютний альбом «Некаде во ноќта» (укр. «Десь в ночі»), до якого увійшли 11 композицій. Всього Тоше Проеський випустив 7 альбомів за всю свою кар'єру. На церемонії Оскар популарности Тоше був нагороджений як «Найуспішніший вокаліст з колишніх югославських республік» за 2000 рік.
У 2000 став володарем Гран-прі в IX Міжнародному конкурсі молодих виконавців естрадної пісні «Вітебськ-2000», що проводиться в рамках IX Міжнародного фестивалю мистецтв Слов'янський базар, виконавши пісні «Таjно моjа» і «Илузиja». Ще одна перемога до Македонії на цьому фестивалі прийшла тільки через 12 років до молодого співака Бобану Мойсовські.
У 2002 році починає турне за межами Македонії і досягає успіхів у першу чергу в Сербії, Чорногорії, Боснії та Герцеговині, а пізніше в Хорватії та Словенії. У 2003 удостоєний нагороди імені Матері Терези за численні благодійні виступи.
У 2003 році співак став переможцем першого конкурсу Беовизиjа в Белграді з піснею «Чиjа си» (укр. «Чия ти»). Пісня стає хітом, а Тоше все більше завойовує визнання публіки за межами Македонії.
У 2004 році, здобувши перемогу на національному відборі, Тоше Проеський виступив на «Євробаченні» з піснею «Life», де зайняв 14 місце. У тому ж році Тоше став послом доброї волі ЮНІСЕФ, а пісня «This world» стала гімном ЮНІСЕФ. У 2005 році вийшов п'ятий альбом Тоше «По тебе» (укр. «За тобою»), який був визнаний одним з найуспішніших альбомів в історії Югославії. Він тримався на вершинах чартів протягом декількох місяців в Македонії, Сербії, Хорватії, Словенії й Боснії та Герцеговині. У 2006 році вийшов шостий альбом «Божилак» (укр. «Веселка»), до якого увійшли 14 народних македонських пісень. А в серпні 2007 року у світ вийшов останній альбом Тоше «Игри без граници» (укр. «Ігри без кордонів»), який розійшовся по всій території колишньої Югославії. У 2009 році вийшов посмертний альбом «The Hardest Thing», що містить композиції в стилі рок, а також дует з італійською співачкою Джанною Нанніні.

## Смерть
Тоше Проеський загинув рано вранці 16 жовтня 2007 року в автомобільній аварії на шосе Загреб-Липовац поблизу міста Нова Градишка, Хорватія. В автомобілі знаходилися три людини: Георгі Георгієвскі, друг і водій Тоше, був важко поранений, Ліляна Петрович, менеджер співака, що сиділа на задньому сидінні і отримала легкі пошкодження, і Тоше, що сидів на місці поруч з водієм. Удар вантажівки припав на праву частину автомобіля, в якому знаходився співак. Увечері перед дорогою Тоше дав своє останнє інтерв'ю в телешоу «Вртелешка» на македонському телебаченні.
Загибель співака виявилася національною трагедією, в цей день македонський уряд призупинив роботу, люди в містах виходили на площі, запалювали свічки, приносили квіти та м'які іграшки на згадку про Тоше. Похований у Крушево з військовими почестями 17 жовтня 2007.

## Пам'ять
У 2010 році в Крушево відкрився будинок пам'яті співака, в якому зібрані речі та предмети Тоше. У 2019 році Національна Арена «Філіпп II Македонський» була переймована на Національну Арену «Тоше Проескі».

## Нагороди
- У 2003 році удостоєний нагороди імені Матері Терези за численні благодійні виступи.
- Після смерті співака уряд Македонії оголосив Тоше Проеський почесним громадянином Македонії.